# 岐阜各務原インターチェンジ

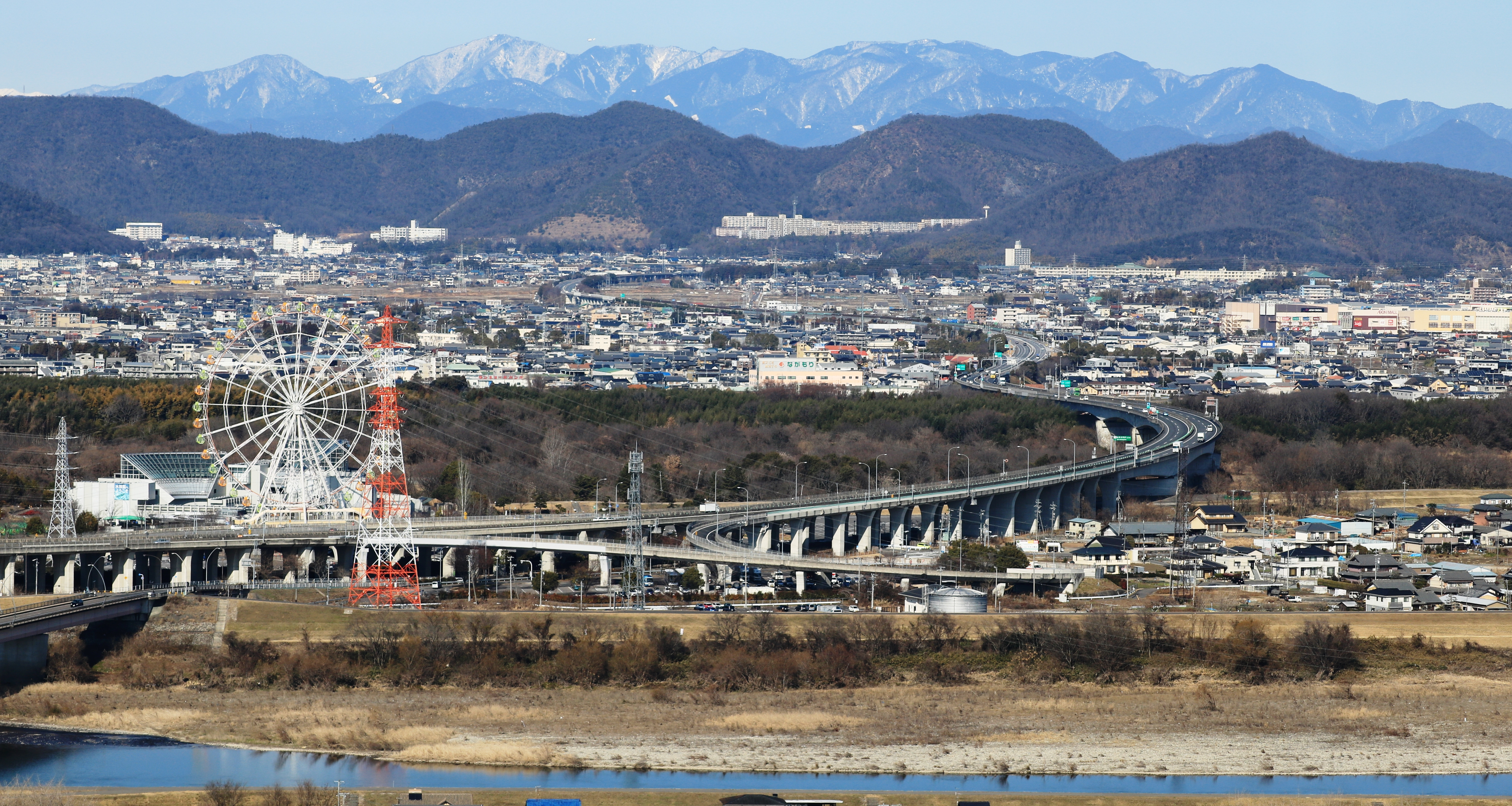
南側の木曽三川公園138タワーパークのツインアーチ138から望む岐阜各務原インターチェンジ周辺

岐阜各務原インターチェンジ（ぎふかかみがはらインターチェンジ）は、岐阜県各務原市大野町にある東海北陸自動車道のインターチェンジである。

## 概要
東海北陸自動車道の岐阜県最南端のインターチェンジで、インターチェンジの敷地は岐阜市、岐南町にも跨る。岐阜県警察の高速道路交通警察隊各務原分駐隊が併設されている（東海北陸自動車道・東海環状自動車道を管轄）。
1986年（昭和61年）3月に東海北陸道初の開通区間として開設された。
岐阜市・各務原市などの最寄りインターチェンジであり、東海北陸道のインターチェンジの中では最も日平均出入り交通量が多い。

## 歴史
- 1986年（昭和61年）3月5日 - 東海北陸自動車道の当IC - 美濃IC間の開通に伴い[4]、供用開始[1]。
- 1997年（平成9年）3月24日 - 一宮木曽川IC - 当IC間が開通[5]。

## 道路
- E41 東海北陸自動車道（4番）

## 料金所
- ブース数：9

### 入口
- ブース数：3
  - ETC専用：1
  - ETC/一般：1
  - 一般：1

### 出口
- ブース数：6
  - ETC専用：2
  - 一般：4

## 開通当初の扱い
開設当初から美並ICが開通するまでの間、料金先払い方式となっていた。
料金所にて係員に降りるインターを申告して料金を支払い、美濃ICまで向かう場合は支払い証明書（出口券）を受け取り、同IC出口料金所で係員に渡して流出する。関ICまでの場合は領収書のみが渡されていた（当時関ICの料金所施設は未設置だった）。

## 接続する道路
- 国道21号（那加バイパス）[1]

## 周辺
- イオンモール各務原インター
- ゼロスポーツ本社
- 岐阜かかみがはら航空宇宙博物館
- 航空自衛隊岐阜基地
  - 陸上自衛隊岐阜分屯地
  - 岐阜県警察航空隊
- 川崎重工業岐阜工場
  - 川崎重工業航空宇宙システムカンパニー

## 隣
E41 東海北陸自動車道
(3)一宮木曽川IC - 川島PA - (4)岐阜各務原IC - (5)関IC